# رولاند بوليو
رولاند بوليو هو سياسي كندي، ولد في 21 ديسمبر 1944 في نيو برونزويك في كندا. نشط حزبياً في الجمعية الليبرالية لنيو برونزويك ‏. وقد انتخب عضو الجمعية التشريعية لنيو برونزويك ‏.